# Ромео и Джульета: сцена в гробнице
«Ромео и Джульета: сцена в гробнице» (англ. Romeo and Juliet: the Tomb Scene) — картина английского художника Джозефа Райта, написанная в 1790 году, выставлявшаяся в 1790 и 1791 году, на выставке в Дерби в 1839 году в Институте механики, и сейчас выставленная в Музее и художественной галерее Дерби. Картина изображает сцену из драмы «Ромео и Джульетта» Шекспира, в которой Джульетта, стоящая на коленях у тела Ромео, слышит чьи-то шаги и обращает на себя кинжал, чтобы покончить жизнь самоубийством (строка «Там шум! Я поспешу. О нож счастливый!» (акт 5, сцена 3)).

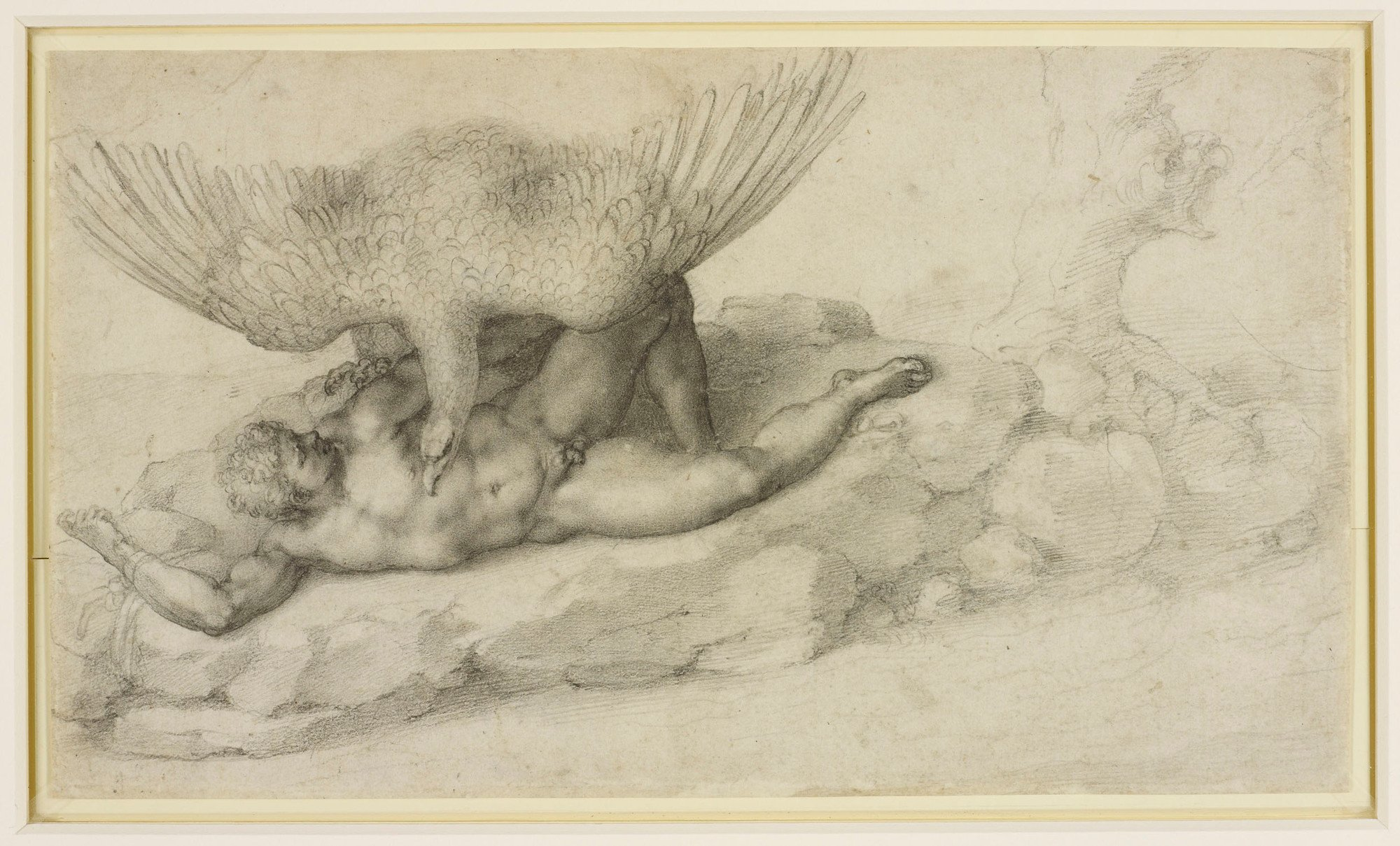
Микеланджело, «Титий»

Размеры картины — 180 на 240 сантиметров. Помимо картины, музей Дерби выставляет эскиз Райта, в котором существуют изменения в изображениях саркофага и правой ниши, сделана попытка увеличить размер изображения освещённой стены. Привлекает глаз героическая поза Джульетты, а поза Ромео перекликается с наброском Микеланджело «Титий». В картине использованы световые эффекты (сочетание темноты и освещения свечами), которыми особо славился Райт.

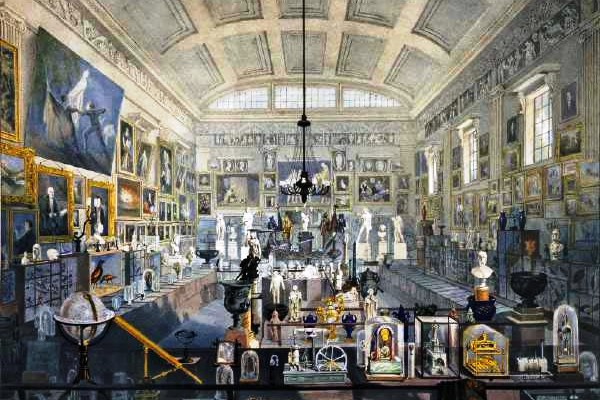
Самуэль Рэйнер, Выставка в Дерби 1839 года: картина Райта видна на дальней стене с левой стороны

Задумка картины пришла к Райту в декабре 1776 года, когда он предложил образ «Джульетта просыпается в гробнице». Заказ на картину был сделан британским издателем Джоном Бойделлом для его «шекспировской галереи» (первой части проекта, направленного на поощрение британской школы живописи, заключавшейся в выпуске иллюстрированного собрания пьес Шекспира). Однако работа послужила причиной серьёзной ссоры между ними. Райт обнаружил, что Бойделл делил художников на два класса, и отнёс Райта ко второму. Ему должны были заплатить 300 фунтов, в то время как другие художники получали доход, исчислявшийся тысячами. Протест Райта был связан даже не сколько с потерей дохода, сколько с репутационными потерями.
Бойделл был непреклонен, и хотя картина была готова в срок, в галерею были включены другие картины Райта — «Буря» (ныне утраченная) и более скромная сцена ненастья на картине «Зимняя сказка». «Ромео и Джульетта», ныне считающаяся лучшей из трёх его картин в галерее, осталась у Райта. Возможно, существовали и другие разногласия, причиной которых стало создание Джеймсом Норткотом для Бойделла картины размером 9 на 11 футов о той же сцене Ромео и Джульетты у могилы. Эта картина была очень хорошо принята посетителями галереи.
Картина Райта выставлялась в Королевской Академии в 1790 году, но он не был доволен, так как, по его словам, она была плохо представлена в связи с поздней доставкой. Райт чувствовал себя оскорблённым со стороны Королевской академии художеств и был рад выставить пять картин в Обществе художников Великобритании. Картина была выставлена в Обществе и в следующем году, она была переработана, но её по-прежнему не удалось продать. Известно, что картина была включена в выставку в Институте механики Дерби, и она видна на картине Самуэля Райнера. Многие из выставлявшихся у Рейнера картин были из коллекции Джозефа Стратта. Многие экспонаты коллекции Рейнера вошли в раннее собрание Музея Дерби, но «Ромео и Джульетте» потребовалось много лет, прежде чем она вернулась в коллекцию.
Картина выставлялась после смерти Райта (наступившей в 1797 году) в 1801 и 1810 годах на продажу, но не нашла покупателя. В итоге она была куплена у душеприказчиков Райта и находилась в семье Окс с 1883 года, пока не была приобретена для Музея Дерби за 33250 фунтов стерлингов в 1981 году.